# Херман (Каринтия)
Херман (II) (на немски: Hermann (II), † 4 октомври 1181) от род Спанхайми, е херцог на Каринтия от 1161 до 1181 г.

## Биография
Той е вторият син на херцог Улрих I († 7 април 1144) и съпругата му Юдит († 1162), дъщеря на маркграф Херман II фон Баден († 1130).
През 1161 г. брат му Хайнрих V умира бездетен и Херман го последва като херцог на Каринтия и фогт на Гурк. По-късно той става фогт и на Бамберг.
Последван е от синът му Улрих II.

## Фамилия
Херман се жени през 1173 г. за Агнес Бабенберг († 1182), дъщеря на херцог Хайнрих II от Австрия, вдовица на крал Ищван III от Унгария. Те имат децата:
- Улрих II (* 1176; † 1202), херцог на Каринтия (1181 – 1202)
- Бернхард II (* 1180; † 1256), херцог на Каринтия (1202 – 1256)